# 梅克倫堡的索菲 (1481-1503)
梅克倫堡的索菲（德語：Sophie von Mecklenburg，1481年12月18日—1503年7月12日）是梅克倫堡公爵馬格努斯二世的女兒，母親是波美拉尼亞的索菲。

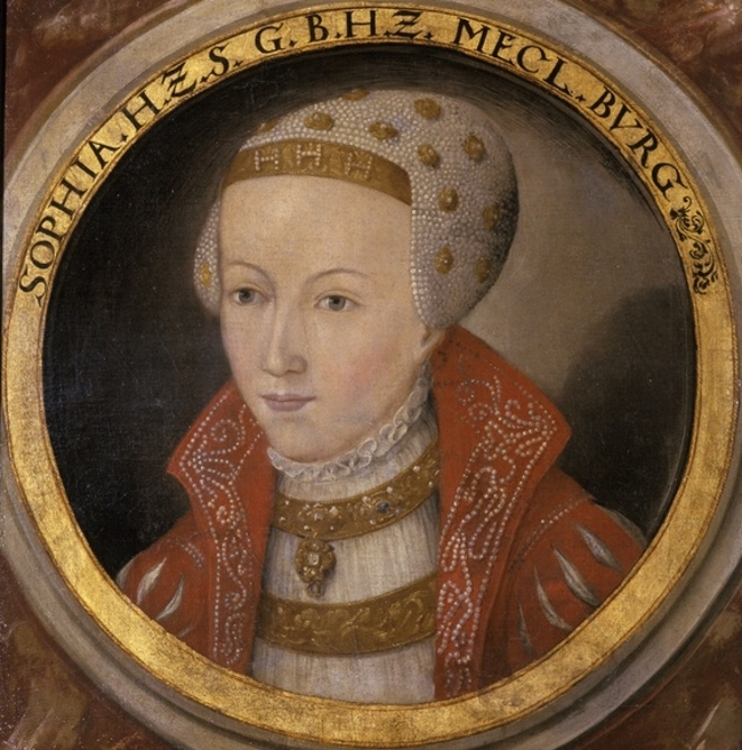
梅克倫堡的索菲

1500年，索菲與薩克森的約翰結婚，兩人的獨子約翰·腓特烈一世於1503年出生。